# U2.Communication
U2.Communication – album grupy U2 nagrany na żywo, wydany ekskluzywnie dla osób zarejestrowanych na oficjalnej stronie zespołu. Album ukazał się w 2005 roku i zawierał zapisy wykonań piosenek z dwóch różnych koncertów, będących częścią Vertigo Tour. Pierwszym był występ w Chicago, udokumentowany i wydany później na DVD Vertigo: Live from Chicago, a drugim koncert w Mediolanie, który również został wydany na DVD, pt. Vertigo: Live from Milan. W wersji deluxe zostało ono wydane z kompilacyjnym albumem U218 Singles.
Album zawiera m.in. bardzo emocjonalne wykonanie piosenki "Miss Sarajevo". Było ono zadedykowane ofiarom zamachu bombowego w Londynie, który miał miejsce w 2005 roku. Bono podczas śpiewania utworu wykonał jedną z arii Luciano Pavarottiego.
Album ukazał się także wraz z dodatkowym CD zawierającym tapety, wygaszacze ekranu oraz wideo „Vertigo” z koncertu w Mediolanie.

## Lista utworów
1. "City of Blinding Lights" – 6:41
2. "Vertigo" – 4:44
3. "Elevation" – 4:36
4. "I Still Haven’t Found What I’m Looking For" – 4:06
5. "Miracle Drug" – 4:13
6. "Miss Sarajevo" – 5:16
7. "The Fly" – 5:27
8. "With or Without You" – 6:22

Piosenki "City of Blinding Lights", "Vertigo", "Elevation", "Miracle Drug" i "The Fly" zostały nagrane na żywo w Chicago, 9 i 10 maja 2005 roku.
Piosenki "I Still Haven't Found What I'm Looking For", "Miss Sarajevo" i "With or Without You" zostały nagrane na żywo w Mediolanie, 20 i 21 lipca 2005 roku.

## Członkowie
- Bono – wokal, gitara
- The Edge – gitara, instrumenty klawiszowe, wokal
- Adam Clayton – gitara basowa, instrumenty klawiszowe
- Larry Mullen, Jr. – perkusja, wokal